# Stare Moskule
Stare Moskule (dawn. Moskule Stare) – osiedle w północno-wschodniej części Łodzi, w dawnej dzielnicy Widzew. Wchodzi w skład osiedla administracyjnego Dolina Łódki.
Natomiast stworzony w 2005 łódzki System Informacji Miejskiej traktuje Stare Moskule jako oddzielne osiedle, którego granicami są:
- od północy: ul. Strykowska, ul. Okólna, ul. Nad Niemnem
- od wschodu: ul. Iglasta
- od południa: ul. Brzezińska, ul. Wojska Polskiego
- od zachodu: ul. Strykowska oraz tory Linii nr 16 łódzkiej kolei obwodowej.

W południowej części obszaru Starych Moskuli znajduje się część dawnej wsi Sikawa (podczas gdy obszar SIM Sikawa znajduje się na południe od obszaru Starych Moskuli).
Pobliskie łódzkie osiedla Nowe Moskule i Moskule należą do dzielnicy Bałuty.

## Historia
Dawniej samodzielna wieś. Występujące w nazwie określenie "stare" wiąże się z tym, że na miejscu średniowiecznej wsi Moskule (położonej na północ od Starych Moskuli) powstała nieco później zupełnie nowa kolonia Wilanów. Natomiast typowo rolniczą ludność Moskuli przesiedlono wtedy na tereny poleśne, którym nadano nazwę Stare Moskule, dla odróżnienia osiedli zamieszkanych przez dawnych chłopów poddanych od tworzonych w sąsiedztwie nowych osad.
Od 1867 w gminie Dobra w powiecie brzezińskim. W okresie międzywojennym należały do powiatu brzezińskiego w woj. łódzkim. W 1921 roku liczba mieszkańców wynosiła 59. 1 września 1933 utworzono gromadę (sołectwo) Łukaszew w granicach gminy Dobra, obejmującą wsie Łukaszew, Moskule Stare i Moskuliki. Podczas II wojny światowej włączone do III Rzeszy.
Po wojnie Moskule Stare powróciły na krótko do powiatu łódzkiego woj. łódzkim, lecz już 13 lutego 1946 włączono je do Łodzi.